# Gaspar Hurtado
Gaspar Hurtado (Mondéjar, 1575 - †Alcalá de Henares, 1647) fou un teòleg i moralista jesuïta espanyol.

## Biografia
Estudià teologia a la Universitat d'Alcalá, on fou número u en la promoció del 1602. Tingué problemes amb la Investigació doctoral a causa de la defensa que feu de la tesi Non est de fide hunc: numero Papam, exempli gratia, Clementem octavum esse verum Papam.
Acabat el doctorat, obtingué la càtedra a la mateixa universitat el 1607, amb 32 anys, però hi renuncià per entrar com a monjo al monestir d'El Paular. Sis mesos després va deixar el monestir per entrar a la Companyia de Jesús. Des d'aleshores tornà a les aules amb la Companyia i com a successor de Gabriel Vázquez a la càtedra de filosofia. La seva carrera la desenvolupà des d'aleshores entre les universitats d'Alcalá i de Múrcia.
Per la seva condició de jesuïta i per la seva obra, crítica amb part de l'escolàstica de Tomàs d'Aquino, sobretot el seu llibre Tractatus de Deo, fou processat per la Santa Inquisició el 1641, però finalment en fou absolt.

## Obres
- De Eucharistiâ, sacrificio missæ et ordine (Alcalá, 1620);
- De matrimonio et censuris (Alcalá, 1627);
- De Incarnatione Verbe (Alcalá, 1628);
- De Sacramentis in genere et in specie, i. e, Baptismo, Confirmatione, Poenitentia, et Extrema Unctione (Alcalá, 1628);
- De beatitudine, de actibus humanis, bonitate et malitia, habitatibus, virtutibus et peccatis (Madrid, 1632);
- Disputationes de sacrimentis et censuris (Antwerp, 1633);
- Tractatus de Justitia et Jure (1637)
- Tactus de Deo (Madrid, 1642).